# Diocesi di Tegea

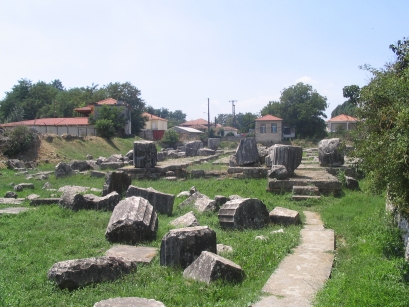
Rovine di Tegea.

La diocesi di Tegea (in latino: Dioecesis Tegeaea) è una sede soppressa e sede titolare della Chiesa cattolica.

## Storia
Tegea è un'antica sede vescovile del Peloponneso in Grecia. Inizialmente suffraganea dell'arcidiocesi di Corinto, in seguito entrò a far parte della provincia ecclesiastica dell'arcidiocesi di Patrasso. Così è indicata da Eubel e dagli Annuari Pontifici. Tuttavia la diocesi non appare in nessuna Notitia Episcopatuum del patriarcato di Costantinopoli, e unico vescovo conosciuto, secondo Le Quien, è Ofelimo, che prese parte al concilio di Calcedonia nel 451, epoca in cui Patrasso non era ancora stata elevata al rango di sede metropolitana; di questo vescovo è nota anche un'epigrafe.
Dal XVIII secolo Tegea è annoverata tra le sedi vescovili titolari della Chiesa cattolica; la sede è vacante dal 5 dicembre 2006.

## Cronotassi

### Vescovi greci
- Ofelimo † (menzionato nel 451)

### Vescovi titolari
- Meletius Kovács † (16 settembre 1748 - 11 aprile 1775 deceduto)
- Stefan Lewiński † (17 agosto 1784 - 26 giugno 1797 succeduto eparca di Luc'k e Ostrog)
- Agustín Blessing Presinger, C.M. † (21 dicembre 1921 - 1º febbraio 1934 deceduto)
- José María Preciado y Nieva, C.M.F. † (26 febbraio 1934 - 13 agosto 1963 deceduto)
- Bernard Matthew Kelly † (25 novembre 1963 - 5 dicembre 2006 deceduto)